# ホット・ラッツ
『ホット・ラッツ』（Hot Rats）は、フランク・ザッパが1969年に発表したアルバム。マザーズ・オブ・インヴェンションとの連名ではなく、『ランピー・グレイヴィ』（1968年）に続く、ザッパにとって2作目のソロ・アルバムとしてリリースされた。

## 解説
16トラックのマルチトラックレコーダーを用いてレコーディングされた。キャプテン・ビーフハートがボーカルで参加している「ウィリー・ザ・ピンプ」以外は全曲インストゥルメンタルで、即興演奏を重視した内容。本国アメリカよりもイギリスで高く評価され、全英9位の大ヒットとなったのに加え、イギリスの音楽専門誌『メロディ・メイカー』の人気投票でアルバム・オブ・ザ・イヤーに選出された。
1987年にCD化された際、リミックスが施され、オリジナルLPでは短く編集されていた「ガンボ・ヴァリエーションズ」は、17分近いロング・ヴァージョンとなった。
2019年12月20日、50周年記念6CDボックスセット『The Hot Rats Sessions』が発売された。

## アートワーク
レコードの見開きジャケットのデザインはカル・シェンケルが行った。写真は表、裏ともにアンディ・ナサンソン（Andee Nathanson）が撮影した。赤外線写真を効果的に使っている。表のジャケットに写っている女性はクリスティーン・フルカ（通り名はミス・クリスティーン）。クリスティーンは1960年代末にロサンゼルスで結成された女性グループ「GTO's」のメンバーで、いわゆるグルーピーであった。フライング・ブリトー・ブラザーズのファースト・アルバム『黄金の城 (The Gilded Palace of Sin)』（1969年）に収録された「Christine's Tune」は、彼女に着想を得て書かれた作品と言われている。その後、1972年11月5日にヘロインの過剰摂取で死亡した。
ミス・クリスティーンが身を沈めている穴は、ハリウッド・ヒルズにあるエロール・フリンの別荘のスイミング・プールである。

## 収録曲
全曲フランク・ザッパ作曲・編曲。楽曲のランニング・タイムはCDヴァージョンに基づく。
サイド 1
1. ピーチズ・エン・レガリア - "Peaches en Regalia" - 3:37
2. ウィリー・ザ・ピンプ - "Willie the Pimp" - 9:16
3. サン・オブ・ミスター・グリーン・ジーンズ - "Son of Mr. Green Genes" - 8:58

サイド 2
1. リトル・アンブレラズ - "Little Umbrellas" - 3:04
2. ガンボ・ヴァリエーションズ - "The Gumbo Variations" - 16:55（オリジナルLPでは12:53）
3. イット・マスト・ビー・ア・キャメル - "It Must Be a Camel" - 5:15

## 参加ミュージシャン
- フランク・ザッパ - ギター、パーカッション
- イアン・アンダーウッド - ピアノ、クラリネット、サックス
- キャプテン・ビーフハート - ボーカル (on 2)
- ドン・"シュガーケイン"・ハリス - ヴァイオリン (on 2、5)
- ジャン＝リュック・ポンティ - ヴァイオリン (on 6)
- ロン・セリコ - ドラムス (on 1)
- ジョン・ゲラン - ドラムス (on 2、4、6)
- ポール・ハンフリー - ドラムス (on 3、5)
- シュギー・オーティス - ベース (on 1)
- マックス・ベネット - ベース (on 2-6)
- ローウェル・ジョージ[7] - ギター